# TM-XML
Trade Mark Extensible Markup Language (TM-XML) е отворен XML стандарт за работа с търговски марки и обмен на информация относно търговски марки между службите по индустриална собственост и техните партньори или потребители.
Първоначалната цел е формулиране на XML стандарт за обмен на информация относно търговски марки. По време на спецификациите и след създаването на стандарта ST.66 на Световната организация за интелектуална собственост (СОИС) са добавени следните нови цели:
- да се формулират XML стандарти за службите по търговски марки и за бизнеса с търговски марки;
- да се предложат полезни решения като основа за създаването на стандарти на СОИС;
- да се формулират стандарти за уеб услуги, свързани с търговски марки;
- да се предоставят примери за реализации и инструменти;
- да се обменят опит, практики и познания;
- да се насърчи сътрудничеството и уеднаквяването на съвкупността от информация и знания за търговските марки;
- (ново) да се подготви семантичния уеб за домейна на търговските марки в контекста на интелектуалната собственост.

TM-XML е формулиран от работна група, създадена от Службата за хармонизация във вътрешния пазар през юни 2003 г.
Преди окончателната версия 1.0 Final, публикувана на 26 май 2006 г. на уебсайта на TM-XML – TM-XML.org, за коментар се публикуват осем работни версии (версии от 0.1 до 0.7 и 1.0 Draft) TM-XML.org Архив на оригинала от 2006-08-27 в Wayback Machine..
Версията 1.0 Final на TM-XML е предложена да послужи като основа за създаването на стандарт на СОИС под името ST.66, приет от Постоянния комитет по информационните технологии/работна група „Стандарти и документация“ (SCIT/SDWG) по време на 8-ото им заседание на 19-22 март 2007 г. в Женева.
| Версия             | План    | Съдържание |
| ------------------ | ------- | --- |
| TM-XML Version 2.0 | 2008 г. | Информация за възражения, обжалвания и подновявания. Първоначални уеб услуги и правила за RDF (Resource Description Framework, рамка за описание на ресурси) и OWL (Web Ontology Language, език за онтологии на мрежата) |
| TM-XML Version 3.0 | 2010 г. | Допълнителни уеб услуги, а също услуги и съвкупност от знания в семантичния уеб |